# An (Zhou-König)
An, König von Zhou (chinesisch 周安王, Pinyin Zhōu Ān wáng; ? – 376 v. Chr.) war der dreiunddreißigste Herrscher der chinesischen Zhou-Dynastie und der einundzwanzigste der Östlichen Zhou-Dynastie. Sein persönlicher Name war Ji Jiao (姬 驕 Jī Jīao).
Er folgte seinem Vater König Weilie von Zhou 401 v. Chr. auf den Thron Chinas. Nach seinem Tod regierte sein Sohn König Lie von Zhou über China. Sein anderer Sohn war König Xian von Zhou.

## Familie
- Eltern:
  - Prinz Wu, herrschte als König Weilie von Zhou (chinesisch 周威烈王, Pinyin Zhōu Wēiliè Wáng; ? – 402 v. Chr.)
- Söhne:
  - Prinz Xi, herrschte als König Lie von Zhou (chinesisch 周烈王, Pinyin Zhōu Liè Wáng; ? – 369 v. Chr.)
  - Prinz Bian, herrschte als König Xian von Zhou (chinesisch 周顯王, Pinyin Zhōu Xiǎn Wáng; ? – 321 v. Chr.)

## Referenzen
- 《中國歷史大辭典》編纂委員會, Hrsg. (2000). 中國歷史大辭典 (Shanghai: Shanghai 辞书出版社), Band. 2, 3310.